# Antipathes simpsoni
Antipathes simpsoni is een Antipathariasoort uit de familie van de Antipathidae. De wetenschappelijke naam van de soort is voor het eerst geldig gepubliceerd in 1910 door Summers.